# 歴史は夜作られる
『歴史は夜作られる』（れきしはよるつくられる、History Is Made at Night）は、1937年のアメリカ合衆国の恋愛映画。監督はフランク・ボーゼイギ、出演はシャルル・ボワイエとジーン・アーサーなど。
撮影は1936年。

## キャスト
| 役名                       | 俳優               | 日本語吹替    | 日本語吹替    |
| 役名                       | 俳優               | フジテレビ版1 | フジテレビ版2 |
| -------------------------- | ------------------ | ------------- | ------------- |
| ポール・デュモン           | シャルル・ボワイエ | 加藤和夫      | 日下武史      |
| アイリーン・ヴェイル       | ジーン・アーサー   | 佐々木すみ江  | 北村昌子      |
| チェーザレ                 | レオ・キャリロ     | 宮田光        |               |
| ブルース（アイリーンの夫） | コリン・クライヴ   | 小松方正      | 小林恭治      |
| 無線通信士                 | ティム・ホルト     |               |               |
| 無線通信士                 | 駒井哲             |               |               |

- フジテレビ版1：初回放送1960年1月2日[注 2]
- フジテレビ版2：初回放送1964年1月9日『テレビ名画座』

## スタッフ
- 監督：フランク・ボーゼイジ
- 製作：ウォルター・ウェンジャー
- 脚本：グレアム・ベイカー（英語版）、ジーン・タウン（英語版）
- 音楽監督：アルフレッド・ニューマン[注 1]
- 撮影：デヴィッド・エイベル、グレッグ・トーランド[注 1]
- 編集：マーガレット・クランシー（英語版）
- 美術：アレクサンダー・トルボフ（英語版）
- 衣裳：バーナード・ニューマン（英語版）